# Anna Ternheim
Anna Ternheim (ur. 31 maja 1978 w Sztokholmie) – szwedzka wokalistka, autorka tekstów, wykonawczyni muzyki jazz z elementami folku i bluesa. Pięciokrotna laureatka nagrody szwedzkiego przemysłu fonograficznego Grammis.
Występuje głównie w Wielkiej Brytanii. Zadebiutowała w 2004 albumem Somebody Outside, z którego pochodzi m.in. utwór „To Be Gone”.

## Dyskografia
Albumy
| Somebody Outside            | - Data: 13 października 2004 - Wydawca: Stockholm Records | 3 | –   | –  | –  | - SWE: złota płyta |
| Separation Road             | - Data: 27 września 2006 - Wydawca: Stockholm Records     | 1 | –   | –  | –  | - SWE: złota płyta |
| Leaving on a Mayday         | - Data: 11 sierpnia 2008 - Wydawca: Universal Music       | 1 | 181 | –  | –  |                    |
| The Night Visitor           | - Data: 28 października 2011 - Wydawca: Universal Music   | 3 | –   | 16 | 72 |                    |
| For the Young               | - Data: 13 listopada 2015 - Wydawca: Universal Music      | 4 | –   | –  | –  |                    |
| „–” album nie był notowany. |                                                           |   |     |    |    |                    |

Minialbumy
| Anna Ternheim               | - Data: 24 października 2003 - Wydawca: wydanie własne | – |
| Shoreline EP                | - Data: 8 czerwca 2005 - Wydawca: Stockholm Records    | 5 |
| „–” album nie był notowany. |                                                        |   |

Kompilacje
| Tytuł                 | Dane dot. albumu                                      |
| --------------------- | ----------------------------------------------------- |
| Anna Ternheim         | - Data: 30 października 2007 - Wydawca: Decca Records |
| Halfway To Fivepoints | - Data: 22 kwietnia 2008 - Wydawca: Decca Records     |

Single
| „To Be Gone”                                                | 2004 | 40 | Somebody Outside    |
| „I’ll Follow You Tonight”                                   | 2004 | –  | Somebody Outside    |
| „My Secret”                                                 | 2005 | 56 | Somebody Outside    |
| „Shoreline”                                                 | 2005 | –  | Somebody Outside    |
| „Somebody’s Outside”                                        | 2005 | –  | Somebody Outside    |
| „Girl Laying Down”                                          | 2006 | 48 | Separation Road     |
| „A French Love”                                             | 2006 | –  | –                   |
| „Lovers Dream & More Music For Psychotic Lovers”            | 2007 | 4  | Separation Road     |
| „Separation Road”                                           | 2007 | –  | Separation Road     |
| „Escape Into My Arms”                                       | 2008 | –  | –                   |
| „What Have I Done” (Kläder & Vapen Featuring Anna Ternheim) | 2009 | 14 | Leaving On A Mayday |
| „No, I Don’t Remember”                                      | 2009 | –  | Leaving On A Mayday |
| „Make It On My Own”                                         | 2009 | –  | –                   |
| „Bow Your Head”                                             | 2011 | –  | The Night Visitor   |
| „Walking Aimlessly”                                         | 2011 | –  | The Night Visitor   |
| „Anna & Ferg” (oraz David „Ferg” Ferguson)                  | 2012 | –  | –                   |
| „Seventeeng” (oraz Johnossi)                                | 2014 | –  | –                   |
| „–” singel nie był notowany.                                |      |    |                     |

## Nagrody i wyróżnienia
| Rok  | Kategoria              | Tytułem             | Nagroda | Nota      | Źródło |
| ---- | ---------------------- | ------------------- | ------- | --------- | ------ |
| 2005 | Årets pop kvinnlig     | Somebody Outside    | Grammis | Nominacja | [ 32 ] |
| 2005 | Årets textförfattare   | Somebody Outside    | Grammis | Nominacja | [ 32 ] |
| 2005 | Årets nykomling        | Somebody Outside    | Grammis | Wygrana   | [ 32 ] |
| 2005 | Årets kompösitor       | Somebody Outside    | Grammis | Nominacja | [ 32 ] |
| 2007 | Årets album            | Separation Road     | Grammis | Nominacja | [ 33 ] |
| 2007 | Årets artist           | Anna Ternheim       | Grammis | Nominacja | [ 33 ] |
| 2007 | Årets kompösitor       | Anna Ternheim       | Grammis | Nominacja | [ 33 ] |
| 2007 | Årets textförfattare   | Separation Road     | Grammis | Wygrana   | [ 33 ] |
| 2007 | Årets pop kvinnlig     | Separation Road     | Grammis | Wygrana   | [ 33 ] |
| 2009 | Årets album            | Leaving on a Mayday | Grammis | Wygrana   | [ 34 ] |
| 2009 | Årets kvinnliga artist | Anna Ternheim       | Grammis | Wygrana   | [ 34 ] |
| 2009 | Årets kompösitor       | Anna Ternheim       | Grammis | Nominacja | [ 34 ] |
| 2012 | Årets album            | The Night Visitor   | Grammis | Nominacja | [ 35 ] |
| 2012 | Årets kompositor       | The Night Visitor   | Grammis | Nominacja | [ 35 ] |
| 2012 | Årets pop              | The Night Visitor   | Grammis | Nominacja | [ 35 ] |
| 2012 | Årets textförfattare   | The Night Visitor   | Grammis | Nominacja | [ 35 ] |
| 2016 | Årets pop              | For the Young       | Grammis | Nominacja | [ 36 ] |